# Barbalics Péter
Barbalics Péter (1957. február 24. –) magyar producer.

## Életpályája
A Független Magyar Producerek Szövetségének alapító tagja, a magyar-kazah Üzleti Tanács Elnökségi tagja. Korábban rendezőasszisztens volt a MAFILM-nél.
1994-ben Az év producere volt. 1994-ben Félix (most Európa) díjjal jutalmazták Szász Jánossal készített Woyzeck című filmjüket. 1994 és 1998 között tanított a Színház- és Filmművészeti Egyetemen. Simó Sándorral indították el a produceri képzést. Négy filmjét jelölte Magyarország az Oscar-díjért folyó versenybe: Sose halunk meg, Woyzeck, Haggyállógva, Vászka, Sorstalanság.

## Filmjei
| - Erózió - Gyerekgyilkosságok - Sose halunk meg - Kutyabaj - Woyzeck - Utrius - Szamba - Haggyállógva, Vászka - Presszó - Egy tél az isten háta mögött - Rosszfiúk - A Luzhini védelem - Tündérdomb - Szőke kóla - Sorstalanság |

### Televíziós programok
- Családi kör
- Patika
- Mustra
- Kölyök Klub
- Pasik
- Rap színház

### Forgatás és előkészítés alatt álló filmek
- Jelenleg forgatás alatt: Drága Elza! 2. világháborús játékfilm rendező: Füle Zoltán
- Előkészítés alatt, a Magyar Nemzeti Filmalap támogatásával: Piszkos Fred közbelép rendező: Varsányi Ferenc[2]
- Előkészítés alatt: Budapest Erőd, magyar-orosz-angol-német koprodukciós játékfilm
- Előkészítés alatt: Hudecz, magyar-kínai koprodukciós játékfilm rendező: Makk Károly